# 横浜市磯子区民文化センター 杉田劇場
横浜市磯子区民文化センター 杉田劇場（よこはましいそごくみんぶんかセンター すぎたげきじょう）は、神奈川県横浜市磯子区杉田の「らびすた新杉田」4・5階にある横浜市区民文化センターのひとつである。

## 施設設備
- ホール（310席）
- ギャラリー（110㎡）
- リハーサル室（愛称：コスモス）(100㎡)
- 会議室： 3室（A:22㎡・定員12名、B:25㎡・定員12名、C:21㎡・定員10名）
- 練習室： 3室（A:14㎡・定員4名、B:17㎡・定員6名、C：21㎡・定員6名）
- 情報コーナー

## アクセス
- 鉄道
  - JR根岸線・金沢シーサイドライン「新杉田駅」下車、徒歩3分
  - 京浜急行「杉田駅」下車、徒歩5分

- バス
  - 京浜急行バス　聖天橋下車、徒歩1分

- 自家用車
  - 磯子産業道路の「新杉田駅前」信号より「らびすた新杉田」内へ

## 旧 杉田劇場
旧杉田劇場は、1946年1月1日に開館し、1950年10月に閉館した。大高ヨシヲ一座を専属一座として持ち、浅香光代や渥美清らの著名人らも出演、磯子区出身の美空ひばりが8歳の時に初舞台を踏んだ劇場である。旧杉田劇場のポスターや外観写真(コピー)は杉田劇場のロビーで見ることができる。